# Séisme du 23 février 1887 en Ligurie

L'Italie entre la plaque tectonique africaine et européenne.

Le séisme de 1887 en Ligurie s'est produit précisément le 23 février 1887 à 5 h 43. L'épicentre du tremblement de terre était situé en mer, probablement au large, entre Diano Marina et Imperia.

## Séisme
Le séisme a affecté une population totale de 80 000 habitants, causant pour la seule Ligurie, 635 morts et 555 blessés, mais aussi dans les Alpes-Maritimes 8 morts et 51 blessés ainsi qu'un mort dans les Alpes-de-Haute-Provence.
Ce séisme est emblématique du type d’événement rare mais destructeur qui peut survenir à la jonction entre la chaîne des Alpes et la mer Méditerranée. Ce séisme et le tsunami qu'il a produit ont été récemment ré-analysés.  

## Mouvements de la mer
La secousse majeure a provoqué des mouvements de mer d’amplitude variable, mais ne dépassant pas un mètre, à Villefranche-sur-Mer, Menton, Nice et Antibes. À Marseille, le marégraphe n'indiqua aucune agitation de la mer mais les ondulations allant d'est en ouest furent ressenties et de brusques trépidations s'accompagnèrent de mugissements souterrains.

## Dégâts
À Monaco, le séisme n'entraîne aucune perte humaine et cause peu de dégâts aux propriétés particulières. Il endommage cependant plusieurs édifices appartenant au prince Charles III et à l'État, qui sont réparés, voire entièrement ou en partie reconstruits pour certains.
La voûte de l'église des Pénitents blancs de Menton s'est également effondrée, ainsi que plusieurs maisons de la vieille ville.
217 décès sont enregistrés dans la seule église de Baïardo en Italie qui s’est effondrée sur les fidèles.